# Lecointea ovalifolia
Espèce
Classification phylogénétique
Statut de conservation UICN

 VU (needs updating) D2 : Vulnérable
Lecointea ovalifolia est une espèce de plantes à fleurs de la famille des Fabacées endémique du Pérou.